# Изследване
Изследване в широк смисъл е изучаването, подробното проучване с цел установяване на факти и нови знания или систематичното им събиране и анализ. В по-тесен смисъл на научно изследване това е прилагането на научен метод за изучаване на нещо.
Изследванията и откритията често са променяли човешкото познание за света.
Изследванията в различните области имат приети свои собствени начини за показване или обявяване на резултатите от проучването. Например, резултатите от полицейско разследване се представят като доказателство в съда.
Условно могат да бъдат разгледани два вида изследвания: такива, които са предмет на дейност в изследователски институти и частни изследвания. Институционалните изследвания се извършват в съответствие с определени правила за правдоподобност, последователност, прозрачност и в съответствие със законите на държавата.

## Научни изследвания
Изследователската институция може да извършва различни научни изследвания. Целта на научните изследвания може да бъде установяване на природните закони (пояснения на причините породили различни събития, а също и в някои случаи, прогнози за бъдещи такива) ограничени до въпроси, свързани с научни обяснения и инструменти за разработка за научни изследвания.
Има също така научни изследвания, които не са институционализирани. Тези проучвания включват разследвания на военното разузнаване, полицейското разследване, съдебномедицински изследвания, разследваща журналистика и др.
Изследователските методи (методология) са методи, използвани за изучаване на различни области. Всеки изследователски подход има свои собствени уникални методи, но понякога е прието изследователските методи да се разглеждат като отнасящи се до количествени методи за научни изследвания и лабораторни изпитвания.